# Skånegården

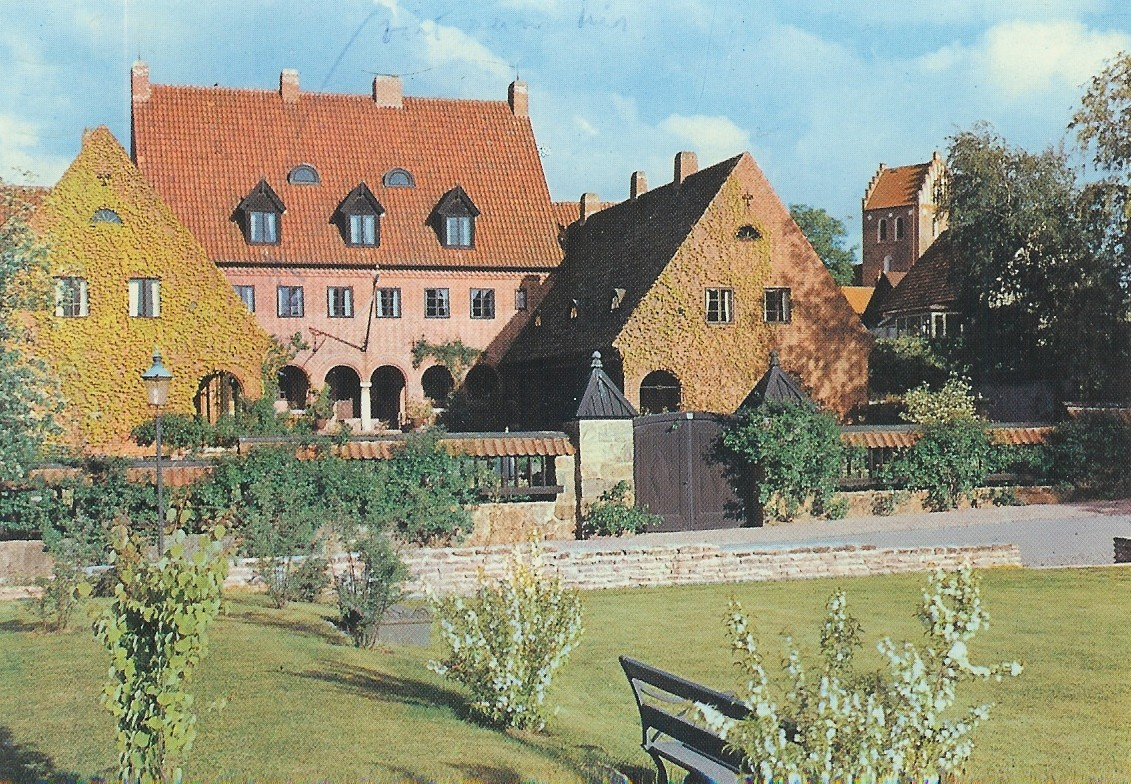
Skånegården från väster, på ett äldre vykort

Skånegården är ett före detta hotell, numera en bostadsrättsanläggning för fritidsboende, i Båstad i nordvästra Skåne. 
Huvudbyggnaden uppfördes mellan 1916 och 1918. Initiativtagare var Ludvig Nobel, som sedan mitten av det första decenniet på 1900-talet hade varit engagerad i att bygga upp ortens turistnäring och en villastad i de västra delarna av Båstad. Byggnaden ritades av den norskfödde arkitekten Karl Güettler, som några år senare även var arkitekt för en större ombyggnad av Hotell Kattegat i grannorten Torekov och som dessutom stod bakom en ombyggnad av Hotell Båstad, som också ägdes av Ludvig Nobel.
Hotellbygget, som kostade sammanlagt 380 000 kronor, hade 53 rum och höga ambitioner både vad gällde utformning och inredning. Rummen kostade 5−12 kronor per dag, vilket var dyrare än på andra hotell och pensionat i Båstad. Det fanns elektricitet i alla rum och de flesta hade egen toalett. Mattor, bonader och draperier tillverkades av textilkonstnären Märta Måås-Fjetterström, som 1919 etablerade en väveriverkstad i Båstad. Själva byggnaden är byggd i tegel från Slottsmöllans tegelbruk i Halmstad. Karl Güettler ritade själv de flesta möblerna. Välkända konstnärer som Prins Eugen och Carl Eldh fanns representerade i den konstnärliga utsmyckningen.
Senare köptes flera fristående hus i grannskapet, som användes som annex till huvudbyggnaden. På så sätt kunde antalet rum dubbleras. Hotell Skånegårdens gäster kom både från Sverige och utlandet. Kung Gustaf V, som ofta spelade tennis i Båstad, var en återkommande gäst under 15 år och bodde då i hotellets kungasvit, som var utrustad med en extralång säng. Andra välkända gäster var den blivande amerikanske presidenten John F. Kennedy, som tillbringade några sommardagar år 1955 där tillsammans med en svensk älskarinna, boxaren Sonny Liston, den dåvarande japanske kronprinsen Akihito, det tjeckoslovakiska landslaget i fotboll, tennisspelare som deltog i ortens turneringar, kung Gustaf VI Adolf när han tittade på tennis i Båstad på 1960-talet, samt en mängd andra svenska och internationella kändisar av olika slag.
År 1968 avvecklades hotellverksamheten. Skånegården byggdes om till 30 lägenheter som såldes till allmänheten. Samtidigt byggdes det sammanlagt 64 lägenheter i tre tvåvåningslängor på en granntomt där det tidigare låg ett annat hotell, Strandhotellet. Anläggningen, som år 2014 har sammanlagt 108 lägenheter i Skånegårdens huvudbyggnad och tillbyggnad, samt grannhuset Villa Banco, ägs av en bostadsrättsförening.